# Съюз на немските момичета
Съюз на немските момичета (на немски: Bund Deutscher Mädel, съкр. BDM) е момичешкото крило на младежкото движение на Нацистката партия Хитлерюгенд. Това е единствената законна момичешка младежка организация в Нацистка Германия.
Първоначално съюзът се състои от две части: „Съюз на младите момичета“ (Jungmädelbund), за момичета на възраст от 10 до 14 години, и същинския съюз за момичета между 14 и 18 години. През 1938 г. е добавена трета част – „Вяра и красота“ (Glaube und Schönheit), която е доброволческа и приема момичета на възраст между 17 и 21 години.
С капитулацията на Нацистка Германия през 1945 г. организацията де факто прекратява съществуването си. На 10 октомври 1945 г. тя е забранена от Контролния съвет на Съюзниците заедно с другите организации на Нацистката партия. Според немския наказателен кодекс, Хитлеровата младеж е „противоконституционна организация“ и разпространението или публичното използване на нейните символи, освен за целите на образованието и науката, са забранени.

## История
Съюзът на немските момичета води началото си още през 1920-те години под името „Сестринство на Хитлеровата младеж“ (Schwesternschaften der Hitler-Jugend). През 1930 г. е официално основан като момичешкия клон на движението Хитлерова младеж (Хитлерюгенд). Пълното му име е „Съюз на немските момичета в Хитлеровата младеж“ (Bund Deutscher Mädel in der Hitler-Jugend). В последните предизборни кампании през 1932 г., Хитлер го открива официално с масов събор на вечерта на изборите. Съюзът не се радва на особена популярност преди нацистите да завземат властта през януари 1933 г.
Малко след като заема длъжността райхсюгендфюрер на 17 юни 1933 г., Балдур фон Ширах издава регулации, които забраняват вече съществуващите младежки организации. Повечето от тези младежки групи са насилствено интегрирани в Съюза на немските момичета, който е обявен за единствената законна организация за момичета в Германия. Някои от съществуващите организации се разформироват, за да избегнат това. Това е част от т.нар. Глайхшалтунг (нацификация), започнал през 1933 г.
Законът, засягащ Хитлеровата младеж (Gesetz über die Hitlerjugend) от 1 декември 1936 г., принуждава всички приемливи непълнолетни да стават членове на Хитлеровата младеж или Съюза на немските момичета. За целта те трябва да етнически германци, германски граждани и да нямат наследствени заболявания. Момичетата е нужно да са на 10-годишна възраст, за да се присъединят към съюза.
Организацията се ръководи пряко от Ширах до 1934 г., когато Труде Мор, бивша пощенска служителка, е назначена за национален говорител на BDM, докладващ пред Ширах. След като Мор се омъжва през 1937 г., тя е принудена да напусне позицията (BDM изисква от членките си да са неомъжени и без деца, ако искат да са на ръководни позиции) и е наследена от д-р Юта Рюдигер, доктор по психология от Дюселдорф, която е по-изтъкнат ръководител от Мор, но и близък съюзник на Ширах и неговия наследник след 1940 г., Артур Аксман. Тя подкрепя Ширах в съпротивителните му усилия срещу ръководителката на Нацистката женска организация (NS-Frauenschaft), Гертруд Шолц-Клинк, която се опитва да поеме контрола на Съюза на немските момичета. Рюдигер води BDM до разпадането на организацията през 1945 г.
Както и в Хитлеровата младеж, в Съюза на немските момичета съществуват различни подразделения, образувани според възрастта на членовете. Момичетата на възраст между 10 и 14 години са членове на Съюза на младите момичета (Jungmädelbund), а момичетата между 14 и 18 години са членове на самия Съюз на немските момичета (BDM). През 1938 г. е добавено и трето подразделение – „Вяра и красота“ (Glaube und Schönheit), която е доброволческа и приема момичета на възраст между 17 и 21 години. Тя цели да ги подготви за брака, домашния живот и бъдещите кариерни цели. В идеалния случай се е очаквало момичетата да се омъжат и да имат деца на тази възраст, но значение се придава и на тяхната работа и образование.
Към началото на Втората световна война, Службата за трудова повинност става задължителна и за младите жени. Това продължава половин година. Много млади жени заминават на фронта.
Макар възрастовите групи да са общ ориентир, има изключения за членове на по-високи ръководни позиции (на заплата). Що се отнася за по-ниските (почетни) позиции, дори членки от Съюза на младите момичета могат да се кандидатират за тях след две години членство и след това да заемат тези позиции на около 13-годишна възраст. Ръководните позиции се заемат от момичета над 18 години, от които се очаква да работят на заплата не повече от 10 години и да са напуснали организацията до 30-годишна възраст. Като общо правило, членките напускат, когато се омъжат и особено когато имат деца.

## Униформа и емблеми
Униформата на Съюза на немските момичета е дълга синя пола, блуза и тежки обувки. През 1939 г. е въведена нова униформа за регионалните и националните лидерки на организацията, а с новите униформи идват и нови отличителни знаци за лидерките. Тези знаци представляват сребърни и златни орли (за по-високите рангове) с разперени криле върху черен щит с различни ръбове, обозначаващи ранга. Носят се от лявата страна на туниката.

## Дейности
Съюзът на немските момичета използва лагерен романтизъм, летни лагери, фолклор, традиция и спорт, за да индоктринира момичетата в системата от вярвания на нацизма и да ги подготви за ролята им в германското общество: жена, майка и домакиня. Техните домашни вечери се въртят около домашните обучения, но съботите включват напрегнати упражнения на открито и физическа подготовка. Целта на тези занятия е да се поощрява здравословния начин на живот, който би им помогнал да служат на народа и страната си. Домашните вечери, които в идеалния случай се провеждат в специално построени за целта къщи, включват и обучение по световни възгледи и история. Обучението включва и научаване на песента на Хорст Весел, нацистките празници, историите на мъчениците от Хитлеровата младеж и германска култура. Физическата подготовка включва лекоатлетически спортове като бягане, дълъг скок, гимнастика (салта и ходене по въже), маршируване и плуване. Значението на саможертвата в името на Германия силно се подчертава. Съюзът има важна роля в инструктирането на момичетата да избягват „опозоряването на расата“, което има особено важно значение сред младите момичета. Ваканционните пътувания, предлагани от Хитлерюгенд и Съюза на немските момичета (ски през зимата и лагери през лятото) са евтини, а децата от бедните семейства получават субсидии. Тези оферти се радват на популярност.
Съюзът подкрепя бунтуването срещу родителите. Книгата Отровната гъба предоставя пропагандата на германско момиче, на което е наредено да посети еврейски лекар от майка ѝ. Момичето възразява въз основа на това, което е научило от събранията на Съюза на немските момичета, и докато е при доктора си спомня за предупрежденията навреме, за да може да избяга преди да бъде изнасилена от доктора. Това накарва майка ѝ да се съгласи, че Съюзът на немските момичета наистина е бил прав. Това и други неща, които се преподават от съюза, карат родителите да се жалват, че техният авторитет се уронва. През 1944 г. група родители се оплакват в съда, че лидерите на съюза открито казват на дъщерите им да имат извънбрачни деца. Общественото мнение приписва определя членките на съюза като сексуално разпуснати. Подготвителните лагери за земеделска служба на момичетата и момчетата често са разположени в съседство. 900 от момичетата, участващи на Нюрнбергските митинги през 1936 г., забременяват. През 1937 г. се въвежда забрана за лагеруване на Съюза на немските момичета.
Съюзът на младите момичета само се обучава, докато Съюзът на немските момичета се занимава с общественополезен труд, политическа дейност и други дейности, считани за полезни по това време. Преди да се заемат с каквато и да е работа или напреднало обучение, момичетата, също както момчетата в Хитлерюгенд, трябва да завършат година земеделска служба. Въпреки че фермерската работа не е единствената приемлива форма на служба, това е най-честият вид. Целта е да се привлекат млади хора от градовете с надеждата, че те ще останат да работят на село в полза на нацистката доктрина Кръв и почва. Друга форма на служба е домашната работа в семейство с много деца.
Групите „Вяра и красота“ предоставят на момичетата по-нататъшно образование и обучение в области, които ги интересуват. Някои от наличните дисциплини са: изкуство и скулптура, шивачество и дизайн на облеклото, обща домашна икономика и музика. Списанието, насочено към тези момичета, се казва Das deutsche Mädel.

## Военна служба
Избухването на войната изменя ролята на Съюза на немските момичета, макар и не толкова рязко, колкото при Хитлерюгенд, които се впускат да захранват немския Вермахт, когато навършват 18 години. BDM помагат на военните усилия по много начини. По-младите момичета събират парични дарения, както и стоки като дрехи и стари вестници за Зимната помощ и други нацистки благотворителни организации. Много групи, особено хорове на BDM и музикални групи, посещават ранените войници в болниците или изпращат колети към фронта. Момичетата плетат чорапи, поддържат градини и изпълняват други подобни задачи.
Момичетата помагат с представянето на празненствата след капитулацията на Франция на 22 юни 1940 г. По-големите момичета доброволстват като помощнички на медицински сестри в болниците или помагат на железопътни гари, където ранени войници или бежанци се нуждаят от помощ. След 1943 г., когато съюзническите нападения над немските градове зачестяват, много момичета от BDM се включват в паравоенни организации и минават на военна служба, като играят ролята на ПВО помощнички, сигнализират със спомагателни устройства, боравят с прожекторите и т.н. За разлика от Хитлерюгенд, момичетата от BDM почти не участват в истинските сражения и не боравят с оръжия.
Много от по-големите момичета са изпращани, заедно с Хитлерова младеж, в Полша като част от усилията за германизация. Тези момичета и момчета са едни от първите, наблюдавали изгонването на поляците с цел освобождаване на място за нови заселници, докато съблюдават от домовете да не се изнасят твърде много вещи, тъй като мебелите е трябвало да останат за заселниците. Следващата им задача е да обучават етническите германци, живеещи в Полша или заселени там от Прибалтика, според немските обичаи. Това включва обучение на германски език, тъй като много от тях говорят само полски или руски. Те също привличат младите към съюза. Тъй като много от лидерите на Хитлерюгенд се извикват в армията, задачата за привличане на момчета към Хитлерюгенд също пада на раменете на Съза на немските момичета. Бидейки единственият контакт с немските власти, местното населението често иска от тях да им помагат с окупационната власт. Те организират различни събития, като например фестивали по пеене, чрез които да окуражават новите заселници с паднал дух.
Младите полски момичета, които се отбират по „расово ценни черти“, се изпращат в Германия, за да бъдат германизирани и да се присъединят към Съюза на немските момичета, като част от плана. Към 1944 г. вербуването на момчетата води до това, че по-голямата част от помощта в земеделието се извършва от момичета.
През последните дни на войната някои момичета от организацията, също както и някои момчета от Хитлерюгенд (макар съвсем не толкова много), се присъединяват към Фолксщурм в Берлин и други врагове в отбрана срещу Червената армия. Официално, това не се санкционира от ръководството на BDM, което не одобрява използването на оръжия от членките си, макар някои лидери на BDM да получават обучение по стрелба с ръчно оръжие. Някои момичета от BDM са вербувани в групи на Верволф, които имат за цел да водят партизанска война в териториите, окупирани от Съюзниците.

## Разпадане
На 10 октомври 1945 г. Контролният съвет на Съюзниците забранява Нацистката партия и всичките ѝ подорганизации, включително и Съюза на немските момичета. Собствеността на организацията е конфискувана.